# Acantholycosa plumalis
Acantholycosa plumalis Marusik, Azarkina & Koponen, 2004 è un ragno appartenente alla famiglia Lycosidae.

## Etimologia
Il nome della specie deriva da una combinazione di lettere scelta a caso, a detta dei descrittori degli esemplari.

## Caratteristiche
L'olotipo maschile rinvenuto ha lunghezza totale è di 7,50-8,50mm; la lunghezza del cefalotorace è di 4,00-4,30mm; e la larghezza è di 3,15-3,40mm.

## Distribuzione
La specie è stata reperita nella Russia centrale: l'olotipo maschile è stato rinvenuto in una zona non ben caratterizzata dei Monti Altaj (sullo specimen era scritto solo 4 Altai). Alcuni esemplari femminili sono stati reperiti a Chiri Vil, presso il Lago Teletskoye, nella parte russa dei monti Altaj.

## Tassonomia
Appartiene al plumalis-group, le cui caratteristiche peculiari sono: zampe coperte con radi peli lunghi, un grosso dente nell'embolum e le tasche apicali dell'epigino totalmente fuse.
Al 2016 non sono note sottospecie e dal 2011 non sono stati esaminati nuovi esemplari.